# Kap Roca
Kap Roca (portugisiska: Cabo da Roca) är en udde belägen cirka 18 kilometer väster om Sintra och 41 kilometer nordväster om Lissabon i Portugal. Det är den västligaste punkten på det europeiska fastlandet och tillhör världens yttersta platser. Själva udden är slutpunkten på Sintrabergen som har en längd av 11 km och sträcker sig över kommunerna Sintra och Cascais.

## Bilder

Cabo da Roca
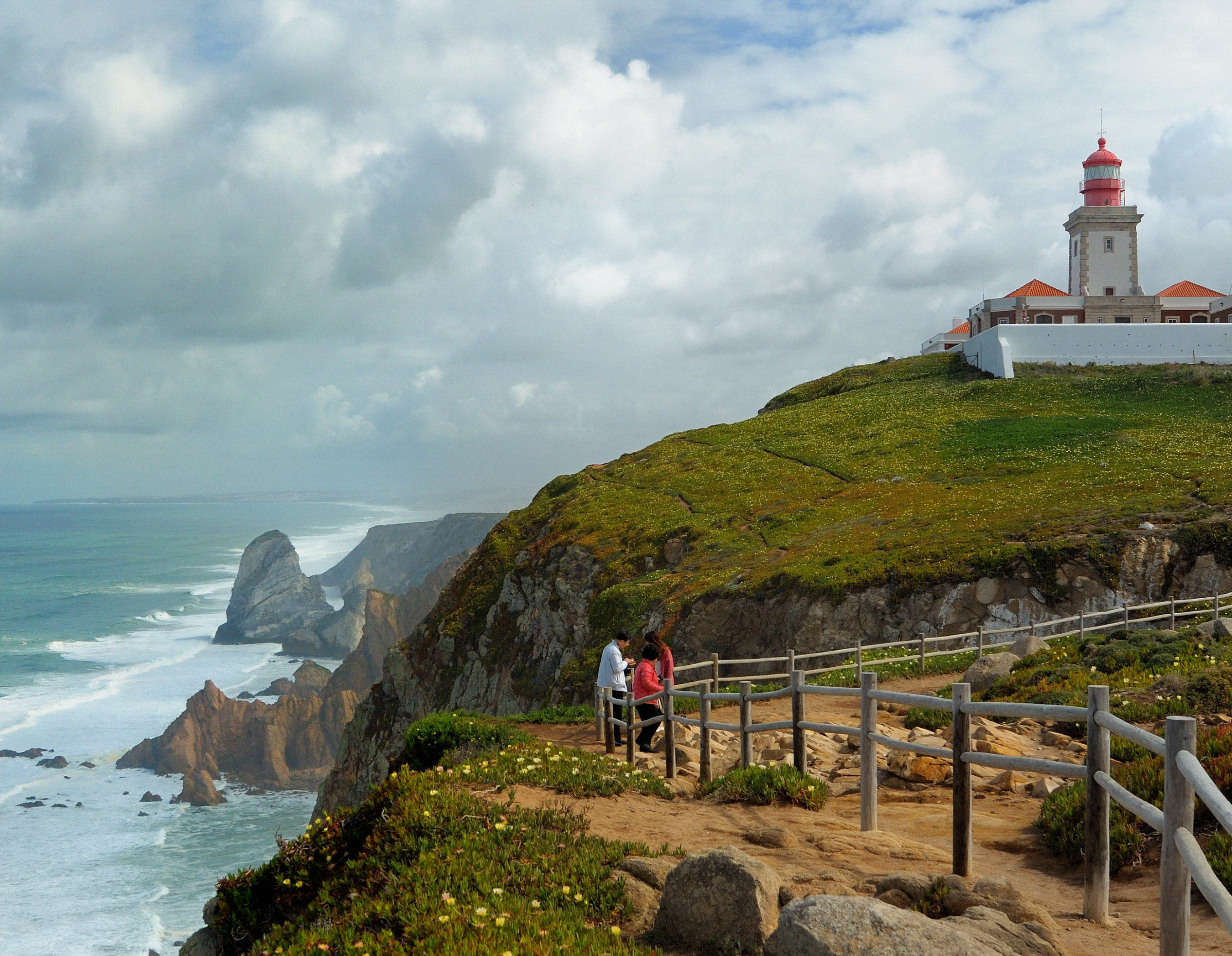
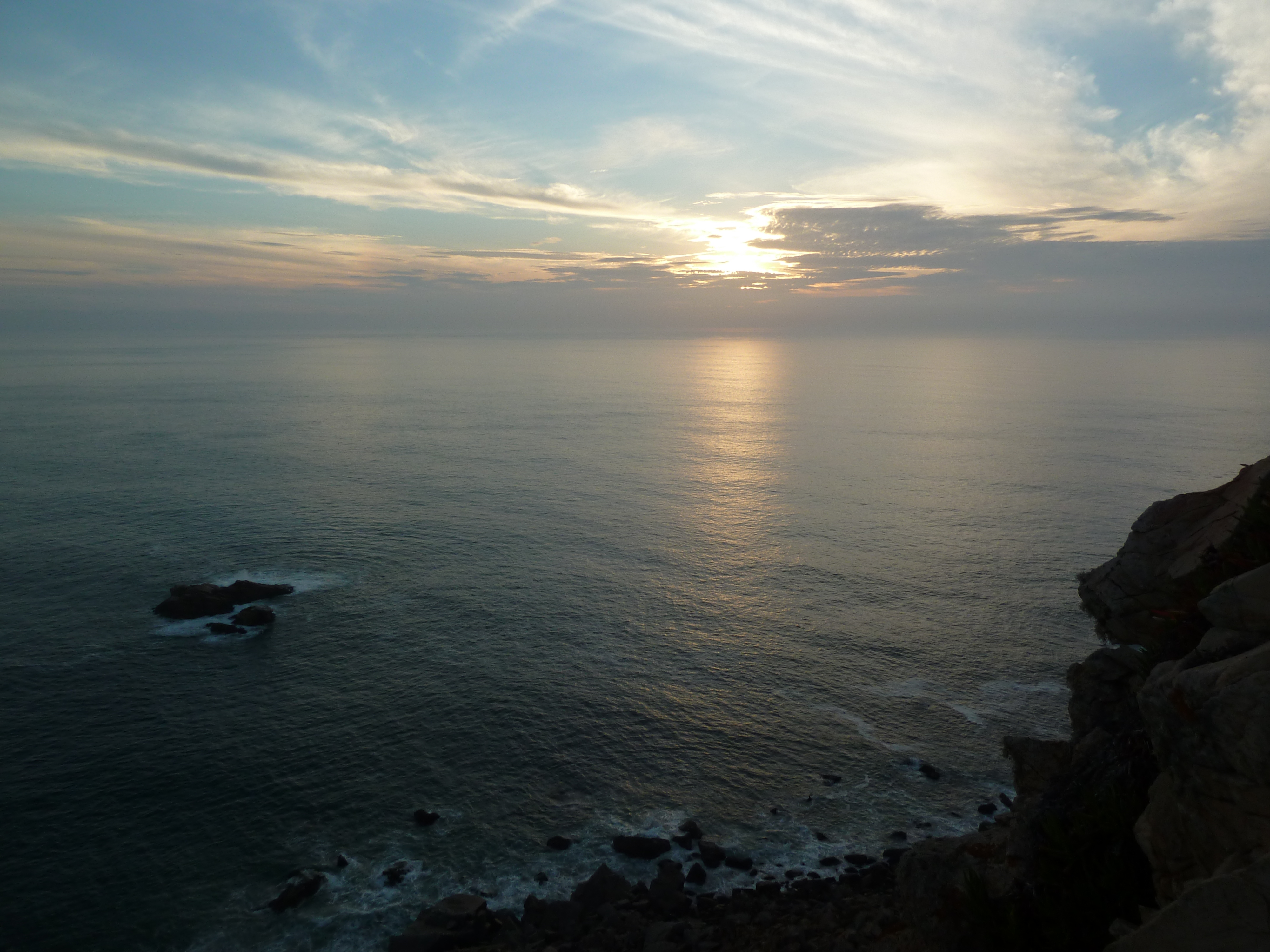
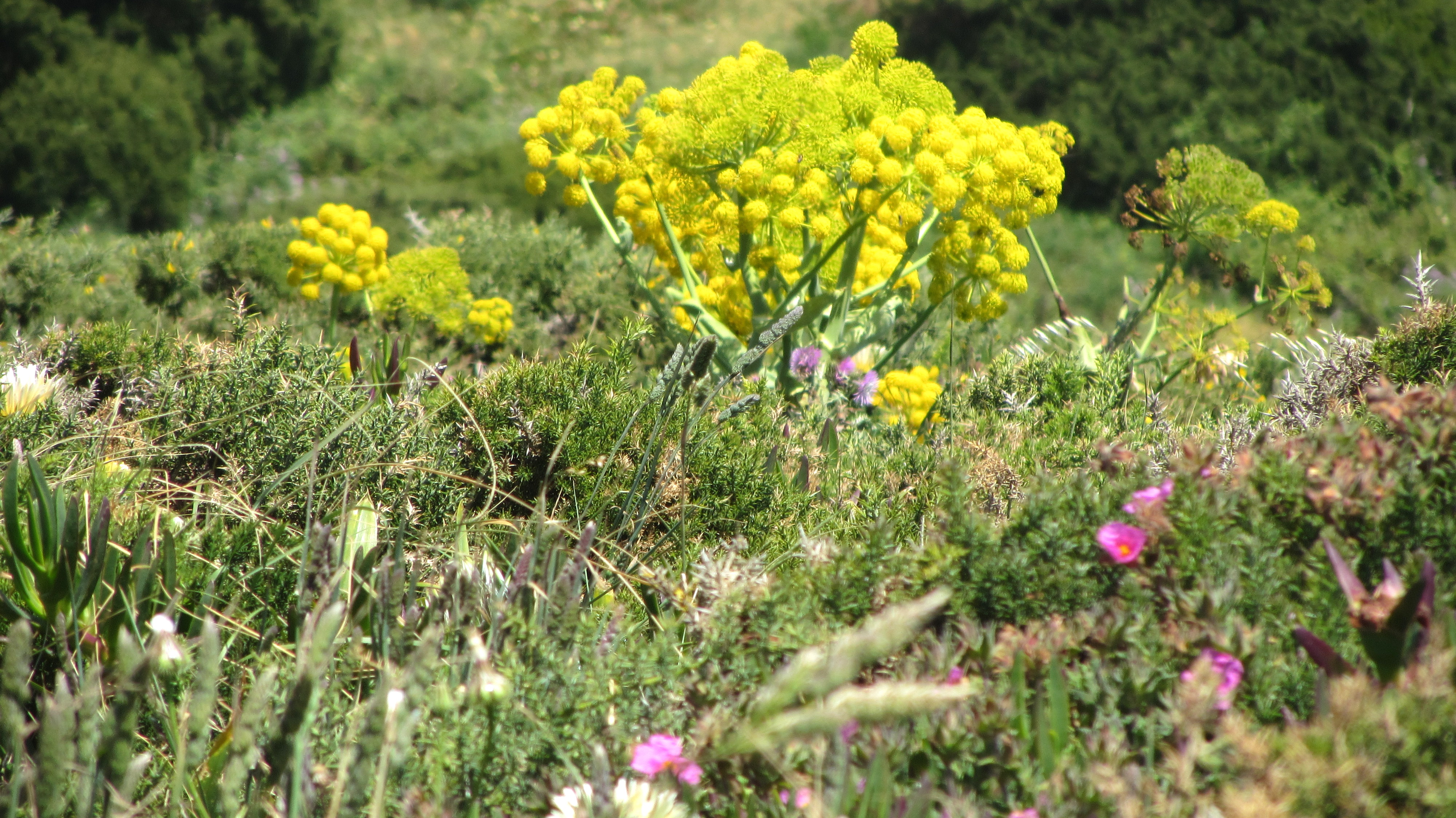
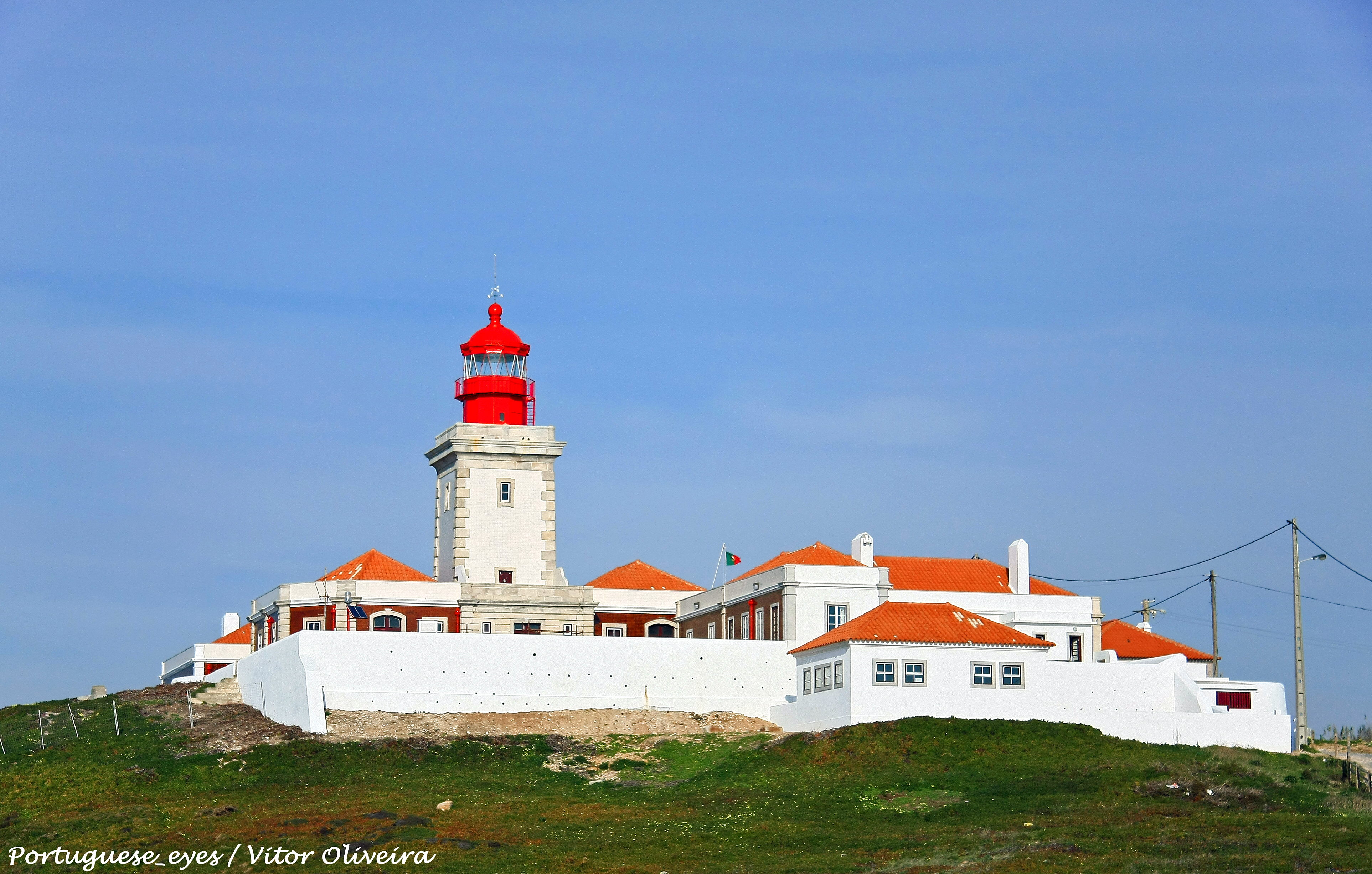